# Clase Courbet (1913)
La clase Courbet fue una serie de cuatro acorazados construidos por Francia antes de la Primera Guerra Mundial. Fueron desplegados en el Mar Mediterráneo.

## Barcos de la clase
| Buque     | Astillero             | Botado                  | Completado               | Asignado                | Destino                                                                                |
| --------- | --------------------- | ----------------------- | ------------------------ | ----------------------- | -------------------------------------------------------------------------------------- |
| Courbet   | Arsenal de Lorient    | 1 de septiembre de 1910 | 23 de septiembre de 1911 | 19 de noviembre de 1913 | Hundido como barrera de bloqueo en Normandia el 9 de junio de 1944                     |
| France    | AC de la Loire        | 30 de noviembre de 1911 | 7 de noviembre de 1912   | 15 de julio de 1914     | Hundido tras chocar contra un arrecife en la Bahía de Quiberon el 26 de agosto de 1922 |
| Jean Bart | Arsenal de Brest      | 15 de noviembre de 1910 | 22 de septiembre de 1911 | 5 de junio de 1913      | Desguazado en diciembre de 1945                                                        |
| Paris     | FC de la Mediterranee | 10 de noviembre de 1910 | 28 de septiembre de 1912 | de agosto de 1914       | Dado de baja en septiembre de 1945. Desguazado en diciembre de 1955                    |